# Boulaye Dia
Boulaye Dia (Oyonnax, 16 novembre 1996) è un calciatore senegalese con cittadinanza francese, attaccante della Lazio, in prestito dalla Salernitana, e della nazionale senegalese, con cui si è laureato campione d'Africa nel 2022.

## Biografia
Sesto di sette fratelli, nasce da genitori senegalesi nel quartiere della Forge, detto la ZUP, di Oyonnax, nella Francia centro-orientale. Inizia a giocare a calcio molto presto e all'età di 12 anni viene convocato dal Saint-Étienne per un provino, ma è costretto a rinunciarvi perché l'autovettura con cui il padre lo accompagna rimane ingolfata lungo la strada alle 9 del mattino. Dai 13 ai 15 anni d'età è chiamato ad allenarsi ogni primo mercoledì del mese nel settore giovanile dell'Olympique Lione. Ottenuto un diploma professionale di perito elettrotecnico (ELEEC), ha lavorato sia come elettricista che nel settore della manutenzione.

## Caratteristiche tecniche
Attaccante impiegabile come prima punta, seconda punta e trequartista, possiede buona tecnica e fiuto per il gol, essendo capace di tirare bene con entrambi i piedi. Riesce a esprimere bene le sue abilità di finalizzatore dalla media distanza, inoltre è efficiente anche nel battere i calci di rigore. Maniacale nella ricerca della profondità, dispone inoltre di un'ottima velocità e progressione palla al piede.

## Carriera

### Club

#### Jura Sud e Stade Reims
Ha iniziato a militare nel vivaio del Jura Sud dai 15 ai 17 anni. Pascal Moulin, suo allenatore dell'epoca, descrive Dia come "un giocatore dal grande potenziale tecnico e atletico, «Un gros potentiel technique et athlétique», ben al di sopra della media".
Rientrato a Oyonnax a causa di problemi di salute del padre, lascia il calcio, e per garantire un minimo di sostentamento alla famiglia compie una serie di lavori, tra cui quello di elettricista. Tornato a svolgere l'attività calcistica, nel 2017 parte per il Galles per un provino, ma si infortuna. Torna quindi al Jura Sud e firma un contratto dilettantistico, rapidamente modificato in contratto federale di tre anni con il club. Esordisce il 12 agosto 2017 disputando con il Jura Sud l'incontro di Championnat de France amateur vinto per 2-0 contro il Monts Or Azergues. Autore di 15 reti in 21 partite nell'annata 2017-2018, il 16 luglio 2018 viene acquistato dallo Stade Reims, club di Ligue 1. Esordisce in massima serie il 20 ottobre successivo, disputando l'incontro pareggiato per 1-1 contro l'Angers.

#### Villarreal
Il 13 luglio 2021 viene ceduto al Villarreal. Fa il proprio debutto con gli spagnoli nella finale di Supercoppa UEFA 2021 persa ai tiri di rigore contro il Chelsea, dove sarà soggetto di numerosi elogi riguardo la sua prestazione. Il 27 ottobre 2021 mette a segno la sua prima rete in campionato in una gara pareggiata contro il Cadice (3-3). Il 30 novembre 2021, nella rocambolesca vittoria in casa del Victoria Club de Fútbol (0-8), mette a segno la sua prima rete in Coppa del Re. Trova il gol nella semifinale di ritorno di UEFA Champions League contro il Liverpool, marcando il suo primo gol nella competizione, nella sconfitta casalinga per 2-3. Termina la stagione con 35 presenze complessive e 7 reti.

#### Salernitana
Il 17 agosto 2022, viene ceduto alla Salernitana, in Serie A, con la formula del prestito oneroso da un milione di euro e diritto di riscatto per altri 12 milioni. Debutta in massima serie tre giorni dopo, nella partita pareggiata 0-0 in casa dell'Udinese. Il 28 agosto segna anche la sua prima rete, aprendo le marcature nel successo per 4-0 sulla Sampdoria. Si ripeterà poi nel turno successivo, realizzando, all'88', la rete che permette alla Salernitana di pareggiare la gara in trasferta col Bologna (1-1). Il 3 maggio 2023, grazie alla tripletta realizzata ai danni della Fiorentina (3-3), Dia infrange il record di 12 gol stabilito da Marco Di Vaio e diventa il migliore marcatore della Salernitana in una singola stagione di Serie A. Termina la stagione con 16 gol e 6 assist. Il 30 giugno 2023, Dia viene riscattato dalla Salernitana per 12 milioni di euro, diventando così l'acquisto più costoso nella storia del club campano, avendo battuto il precedente record di Matteo Lovato.
Verso la fine del calciomercato estivo il giocatore e il suo agente entrano in contatto con il Wolverhampton alla totale insaputa della società che, per questa trattativa, decide di estromettere il giocatore dagli allenamenti con la squadra multandolo inoltre di 30.000 euro. Tuttavia, inizia la stagione 2023-2024 debuttando contro la Roma e mettendo a segno la rete del pareggio contro l'Udinese la giornata successiva. Il 22 dicembre subirà un infortunio al flessore durante la gara contro il Milan, problema che lo costringerà a saltare la Coppa d'Africa che si sarebbe tenuta a gennaio. Durante un incontro con l'Udinese del 2 marzo 2024 (1-1), il giocatore si rifiuterà di entrare in campo per gli ultimi otto minuti di gara: questo gesto gli costerà la totale esclusione dagli schemi della squadra fino a fine stagione, con la società intenzionata a fare ricorso al Collegio Arbitrale per chiedere la sanzione massima per il giocatore. Dopo 52 presenze e 22 reti, conclude la sua esperienza in granata.

#### Lazio
Il 16 agosto 2024 viene ufficialmente ingaggiato dalla Lazio, in Serie A, in prestito biennale con obbligo di riscatto al verificarsi di determinate condizioni. Sceglie di indossare la maglia numero 19. Esordisce con i biancocelesti il 24 agosto subentrando nella ripresa a Fisayo Dele-Bashiru nella partita di campionato persa 2-1 con l'Udinese.
Il 31 agosto segna la sua prima rete biancoceleste, che vale il momentaneo vantaggio della Lazio per 2-1 contro il Milan, partita terminata poi 2-2. Il 25 settembre, nel debutto europeo in UEFA Europa League segna anche la sua prima doppietta con la maglia laziale, nel successo per 3-0 in casa della Dinamo Kiev ad Amburgo.

### Nazionale
Il 2 ottobre 2020 viene convocato per la prima volta dalla nazionale senegalese, rappresentativa del paese di cui è originario, con la quale segna il suo primo gol il 7 settembre 2021 nella sfida esterna contro il Congo-Brazzaville, valida per le qualificazioni al campionato mondiale del 2022.
Convocato per la Coppa d'Africa 2021, vince il trofeo con il Senegal dopo aver battuto in finale l'Egitto ai tiri di rigore. Incluso nella rosa senegalese partecipante al campionato mondiale del 2022 in Qatar, va in rete nella seconda gara del girone, conclusasi con la vittoria per 3-1 sul Qatar.
Il 14 novembre 2024, la Federcalcio senegalese annuncia che il calciatore ha contratto la malaria in patria prima di partire per il Burkina Faso, dove avrebbe dovuto disputare un incontro di qualificazione alla Coppa d’Africa 2025. Dia non ha dunque preso parte alla trasferta ed è rimasto a Dakar per ulteriori accertamenti.

## Statistiche

### Presenze e reti nei club
Statistiche aggiornate al 25 maggio 2025.
| Stagione           | Squadra            | Campionato         | Campionato | Campionato | Coppe nazionali | Coppe nazionali | Coppe nazionali | Coppe continentali | Coppe continentali | Coppe continentali | Altre coppe | Altre coppe | Altre coppe | Totale | Totale |
| Stagione           | Squadra            | Comp               | Pres       | Reti       | Comp            | Pres            | Reti            | Comp               | Pres               | Reti               | Comp        | Pres        | Reti        | Pres   | Reti   |
| ------------------ | ------------------ | ------------------ | ---------- | ---------- | --------------- | --------------- | --------------- | ------------------ | ------------------ | ------------------ | ----------- | ----------- | ----------- | ------ | ------ |
| 2017-2018          | Jura Sud           | N3                 | 21         | 15         | -               | -               | -               | -                  | -                  | -                  | -           | -           | -           | 21     | 15     |
| 2018-2019          | Stade Reims        | L1                 | 18         | 3          | CF+CdL          | 2+1             | 1+0             | -                  | -                  | -                  | -           | -           | -           | 21     | 4      |
| 2019-2020          | Stade Reims        | L1                 | 24         | 7          | CF+CdL          | 1+3             | 1+0             | -                  | -                  | -                  | -           | -           | -           | 28     | 8      |
| 2020-2021          | Stade Reims        | L1                 | 36         | 14         | CF              | 1               | 2               | -                  | -                  | -                  | -           | -           | -           | 37     | 16     |
| Totale Stade Reims | Totale Stade Reims | Totale Stade Reims | 78         | 24         |                 | 8               | 4               |                    | -                  | -                  |             | -           | -           | 86     | 28     |
| 2021-2022          | Villarreal         | PD                 | 25         | 5          | CR              | 1               | 1               | UCL                | 8                  | 1                  | SU          | 1           | 0           | 35     | 7      |
| 2022-2023          | Salernitana        | A                  | 33         | 16         | CI              | -               | -               | -                  | -                  | -                  | -           | -           | -           | 33     | 16     |
| 2023-2024          | Salernitana        | A                  | 17         | 4          | CI              | 1               | 0               | -                  | -                  | -                  | -           | -           | -           | 18     | 4      |
| ago. 2024          | Salernitana        | B                  | 1          | 0          | CI              | 1               | 2               | -                  | -                  | -                  | -           | -           | -           | 2      | 2      |
| Totale Salernitana | Totale Salernitana | Totale Salernitana | 50         | 20         |                 | 2               | 2               |                    | -                  | -                  |             | -           | -           | 52     | 22     |
| ago. 2024-2025     | Lazio              | A                  | 35         | 9          | CI              | 1               | 0               | UEL                | 12                 | 3                  | -           | -           | -           | 48     | 12     |
| Totale carriera    | Totale carriera    | Totale carriera    | 209        | 73         |                 | 12              | 7               |                    | 20                 | 4                  |             | 1           | 0           | 242    | 84     |

### Cronologia presenze e reti in nazionale
| Cronologia completa delle presenze e delle reti in nazionale ― Senegal | Cronologia completa delle presenze e delle reti in nazionale ― Senegal | Cronologia completa delle presenze e delle reti in nazionale ― Senegal | Cronologia completa delle presenze e delle reti in nazionale ― Senegal | Cronologia completa delle presenze e delle reti in nazionale ― Senegal | Cronologia completa delle presenze e delle reti in nazionale ― Senegal | Cronologia completa delle presenze e delle reti in nazionale ― Senegal | Cronologia completa delle presenze e delle reti in nazionale ― Senegal |
| Data                                                                   | Città                                                                  | In casa                                                                | Risultato                                                              | Ospiti                                                                 | Competizione                                                           | Reti                                                                   | Note                                                                   |
| ---------------------------------------------------------------------- | ---------------------------------------------------------------------- | ---------------------------------------------------------------------- | ---------------------------------------------------------------------- | ---------------------------------------------------------------------- | ---------------------------------------------------------------------- | ---------------------------------------------------------------------- | ---------------------------------------------------------------------- |
| 9-10-2020                                                              | Rabat                                                                  | Marocco                                                                | 3 – 1                                                                  | Senegal                                                                | Amichevole                                                             | -                                                                      | 55’                                                                    |
| 11-11-2020                                                             | Thiès                                                                  | Senegal                                                                | 2 – 0                                                                  | Guinea-Bissau                                                          | Qual. Coppa d'Africa 2021                                              | -                                                                      | 66’                                                                    |
| 15-11-2020                                                             | Bissau                                                                 | Guinea-Bissau                                                          | 0 – 1                                                                  | Senegal                                                                | Qual. Coppa d'Africa 2021                                              | -                                                                      | 79’                                                                    |
| 5-6-2021                                                               | Thiès                                                                  | Senegal                                                                | 3 – 1                                                                  | Zambia                                                                 | Amichevole                                                             | -                                                                      | 62’                                                                    |
| 8-6-2021                                                               | Thiès                                                                  | Senegal                                                                | 2 – 0                                                                  | Capo Verde                                                             | Amichevole                                                             | -                                                                      | 71’                                                                    |
| 1-9-2021                                                               | Thiès                                                                  | Senegal                                                                | 2 – 0                                                                  | Togo                                                                   | Qual. Mondiali 2022                                                    | -                                                                      | 82’                                                                    |
| 7-9-2021                                                               | Brazzaville                                                            | Rep. del Congo                                                         | 1 – 3                                                                  | Senegal                                                                | Qual. Mondiali 2022                                                    | 1                                                                      | 75’                                                                    |
| 11-11-2021                                                             | Lomé                                                                   | Togo                                                                   | 1 – 1                                                                  | Senegal                                                                | Qual. Mondiali 2022                                                    | -                                                                      | 30’                                                                    |
| 14-11-2021                                                             | Thiès                                                                  | Senegal                                                                | 2 – 0                                                                  | Rep. del Congo                                                         | Qual. Mondiali 2022                                                    | -                                                                      | 59’                                                                    |
| 10-1-2022                                                              | Bafoussam                                                              | Senegal                                                                | 1 – 0                                                                  | Zimbabwe                                                               | Coppa d'Africa 2021 - 1º turno                                         | -                                                                      | 77’                                                                    |
| 14-1-2022                                                              | Bafoussam                                                              | Senegal                                                                | 0 – 0                                                                  | Guinea                                                                 | Coppa d'Africa 2021 - 1º turno                                         | -                                                                      | 81’                                                                    |
| 18-1-2022                                                              | Bafoussam                                                              | Malawi                                                                 | 0 – 0                                                                  | Senegal                                                                | Coppa d'Africa 2021 - 1º turno                                         | -                                                                      | 72’                                                                    |
| 25-1-2022                                                              | Bafoussam                                                              | Senegal                                                                | 2 – 0                                                                  | Capo Verde                                                             | Coppa d'Africa 2021 - Ottavi di finale                                 | -                                                                      |                                                                        |
| 30-1-2022                                                              | Yaoundé                                                                | Senegal                                                                | 3 – 1                                                                  | Guinea Equatoriale                                                     | Coppa d'Africa 2021 - Quarti di finale                                 | -                                                                      | 58’                                                                    |
| 6-2-2022                                                               | Yaoundé                                                                | Senegal                                                                | 0 – 0 dts (4 – 2 dtr)                                                  | Egitto                                                                 | Coppa d'Africa 2021 - Finale                                           | -                                                                      | 77’                                                                    |
| 29-3-2022                                                              | Dakar                                                                  | Senegal                                                                | 1 – 0 dts (3 – 1 dtr)                                                  | Egitto                                                                 | Qual. Mondiali 2022                                                    | 1                                                                      | 81’                                                                    |
| 4-6-2022                                                               | Diamniadio                                                             | Senegal                                                                | 3 – 1                                                                  | Benin                                                                  | Qual. Coppa d'Africa 2023                                              | -                                                                      | 67’                                                                    |
| 24-9-2022                                                              | Orléans                                                                | Bolivia                                                                | 0 – 2                                                                  | Senegal                                                                | Amichevole                                                             | 1                                                                      | 64’                                                                    |
| 27-9-2022                                                              | Maria Enzersdorf                                                       | Senegal                                                                | 1 – 1                                                                  | Iran                                                                   | Amichevole                                                             | -                                                                      | 63’                                                                    |
| 21-11-2022                                                             | Doha                                                                   | Senegal                                                                | 0 – 2                                                                  | Paesi Bassi                                                            | Mondiali 2022 - 1º turno                                               | -                                                                      | 69’                                                                    |
| 25-11-2022                                                             | Doha                                                                   | Qatar                                                                  | 1 – 3                                                                  | Senegal                                                                | Mondiali 2022 - 1º turno                                               | 1                                                                      | 30’                                                                    |
| 29-11-2022                                                             | Al Rayyan                                                              | Ecuador                                                                | 1 – 2                                                                  | Senegal                                                                | Mondiali 2022 - 1º turno                                               | -                                                                      | 90+5’                                                                  |
| 4-12-2022                                                              | Al Khor                                                                | Inghilterra                                                            | 3 – 0                                                                  | Senegal                                                                | Mondiali 2022 - Ottavi di finale                                       | -                                                                      | 72’                                                                    |
| 24-3-2023                                                              | Diamniadio                                                             | Senegal                                                                | 5 – 1                                                                  | Mozambico                                                              | Qual. Coppa d'Africa 2023                                              | 1                                                                      | 64’                                                                    |
| 28-3-2023                                                              | Maputo                                                                 | Mozambico                                                              | 0 – 1                                                                  | Senegal                                                                | Qual. Coppa d'Africa 2023                                              | 1                                                                      | 64’                                                                    |
| 16-10-2023                                                             | Lens                                                                   | Senegal                                                                | 1 – 0                                                                  | Camerun                                                                | Amichevole                                                             | -                                                                      | 69’                                                                    |
| 22-3-2024                                                              | Amiens                                                                 | Senegal                                                                | 3 – 0                                                                  | Gabon                                                                  | Amichevole                                                             | -                                                                      | 65’                                                                    |
| 26-3-2024                                                              | Amiens                                                                 | Senegal                                                                | 1 – 0                                                                  | Benin                                                                  | Amichevole                                                             | -                                                                      | 78’                                                                    |
| 11-10-2024                                                             | Dakar                                                                  | Senegal                                                                | 4 – 0                                                                  | Malawi                                                                 | Qual. Coppa d'Africa 2025                                              | 1                                                                      | 65’                                                                    |
| 15-10-2024                                                             | Lilongwe                                                               | Malawi                                                                 | 0 – 1                                                                  | Senegal                                                                | Qual. Coppa d'Africa 2025                                              | -                                                                      | 70’                                                                    |
| 22-3-2025                                                              | Bengasi                                                                | Sudan                                                                  | 0 – 0                                                                  | Senegal                                                                | Qual. Mondiali 2026                                                    | -                                                                      | 79’                                                                    |
| 25-3-2025                                                              | Dakar                                                                  | Senegal                                                                | 2 – 0                                                                  | Togo                                                                   | Qual. Mondiali 2026                                                    | -                                                                      | 83’                                                                    |
| 6-6-2025                                                               | Dublino                                                                | Irlanda                                                                | 1 – 1                                                                  | Senegal                                                                | Amichevole                                                             | -                                                                      | 77’                                                                    |
| 10-6-2025                                                              | West Bridgford                                                         | Inghilterra                                                            | 1 – 3                                                                  | Senegal                                                                | Amichevole                                                             | -                                                                      | 81’                                                                    |
| Totale                                                                 |                                                                        | Presenze                                                               | 34                                                                     |                                                                        | Reti                                                                   | 7                                                                      |                                                                        |

### Record

#### Salernitana
- Miglior marcatore stagionale in Serie A (16 reti).[41]

## Palmarès

### Nazionale
- Coppa d'Africa: 1

Camerun 2021